# سوزانا أنسار
سوزانا أنسار (Suzana Ansar) (بالبنغالية: সুজানা আনসার)‏  هي مغنية وممثلة ومقدمة تلفزيونية إنجليزية من أصول بنغالية.

## روابط خارجية
- سوزانا أنسار على موقع IMDb (الإنجليزية)